# Tyranny (webserie)
(Tagline della webserie)
Tyranny è una webserie statunitense prodotta nel 2010.
Scritta, diretta e interpretata da John Beck Hofmann, la webserie è incentrata su un uomo che, dopo essersi sottoposto come volontario a un particolare esperimento scientifico, incomincia ad avere delle inquietanti visioni su un prossimo futuro.
La webserie ha debuttato in prima visione sulla web TV koldcast.tv l'11 marzo 2010.

## Trama
Il 22 novembre 1999 Daniel McCarthy, un giovane artista di San Francisco, decide si sottoporsi come volontario all'esperimento neurologico di uno studente universitario, che consiste nel registrare ogni sua azione e pensiero nell'arco della giornata. Quando torna a casa, Daniel si rende conto però di aver perso la memoria degli ultimi otto giorni, e in più inizia ad avere delle visioni sul futuro che vanno dal 2011 al 2013, in cui viene mostrato un mondo in preda al caos e all'anarchia. Cercando di capire il significato delle sue visioni, Daniel entra a far parte di una sorta di "resistenza" contro una società-ombra che scopre essere dietro a tutto ciò, e che controlla il caos con l'obiettivo di rendere i ricchi sempre più ricchi e, inversamente, i poveri sempre più poveri.

## Personaggi e interpreti
- Daniel McCarthy, interpretato da John Beck Hofmann.
- Mina Harud, interpretata da Olga Kurylenko.
- Alex Hubbard, interpretato da Bitsie Tulloch.
- Isabelle Lorenz, interpretata da Kieren van den Blink.
- Pavel Novak, interpretato da Mikael Forsberg.
- Myra Ripley, interpretata da Mimi Ferrer.
- Ariel Huckster, interpretata da Sarah Coleman.
- Ethan Chambers, interpretato da Aric Green.
- Demas Hunter, interpretato da Sasha Townsend.
- Dr. Jacob Malik, interpretato da Enrico Piazza.
- Agente speciale Holden, interpretato da Nathan Marlow.
- Edson Cross, interpretato da Steve Collins.
- Dr. Lloyd Freeman, interpretato da John Burton, Jr.
- July Ripley, interpretata da Sam Durrani.
- Jack Diamond, interpretato da Victor Holstein.
- Malcolm Storz, interpretato da Jay Lewis.

## Produzione
Questa webserie è stata girata in interno a Los Angeles, mentre per gli esterni sono state utilizzate varie location in giro per il mondo, tra cui New Orleans, New York e Phoenix negli Stati Uniti d'America, le Isole Svalbard, Nerva, Parigi e Praga in Europa, e Tokyo in Asia.

## Riconoscimenti
Tyranny è stata inserita nel novembre del 2010 nella selezione ufficiale del Geneva International Film Festival. Ha inoltre ricevuto una candidatura ai Best of Clicker 2010 come Best Web Drama, e quattro candidature agli Indie Intertube Awards 2010 come Sound Design, Soundtrack, Best Looking Show e Best Thriller.